# Негативний простір

Ваза Рубіна — оптична ілюзія, в якій негативний простір навколо вази формує силуети двох облич в профіль — широко відомий приклад розверненої фігури-фону

Логотип FedEx із стрілкою між літерами Е та Х

Негативний простір — у мистецтві — простір навколо об'єктів та між ними на зображенні. Негативний простір можна зауважити тоді, коли простір навколо певного предмету, але не сам предмет, формує відповідні художні форми, і такий простір, як основний об'єкт, іноді використовується для художнього ефекту. Використання негативного простору є ключовим елементом художньої композиції. У цій же концепції іноді використовується японське поняття «ma», наприклад у садовому дизайні.
На двоколірному, чорно-білому малюнку предмет, як правило, зображений чорним кольором, а простір навколо залишається незафарбованим (білим), тим самим формуючи силует предмета. Проте, змінивши кольори таким чином, що простір навколо об'єкту буде замальований чорним, а сам об'єкт залишиться незамальованим (білим), це призведе до появи негативного простору — формування обрисів навколо об'єкту, які носять назву «розверненої фігури-фону».
Елементи зображення, що відволікають від основного зображуваного предмету, або у випадку з фотографією, об'єкти у тій самій фокальній площині, негативним простором не вважаються. Ефект негативного простору може бути створений, коли предмет зображають в обраному середовищі для того, щоб показати все навколо предмета, але не сам предмет. Використання негативного простору створює силует предмета.

## Застосування
Застосування у композиції однакового негативного простору, на противагу позитивному — багатьма вважається за гарний дизайн. Такий базовий, часто ігнорований, принцип дизайну — дає очам «місце для спочинку», збільшуючи привабливість зображення завдяки його витонченості.
Термін також використовується музикантами для позначення тиші у музичному творі.
Один з інструментів, що використовується викладачами з мистецтва при вивченні позитивного і негативного простору, став відомий з книги професора Бетти Едвардс «Малювання правою частиною мозку». У вправі студенти переносили зображення з фотографії або малюнку, розміщеного догори дриґом. Через те, що зображення перевернуте, студенти не мали змоги впізнати предмет на малюнку. Тому вони були здатні приділити однакову кількість уваги як позитивному, так і негативному простору. Результатом цієї вправи став значно детальніший малюнок.